# Dantedì
Dantedì és el dia nacional dedicat a Dante Alighieri a Itàlia i se celebra cada 25 de març. La data fou aprovada el 17 de gener de 2020 avançant-se a la celebració dels 700 anys de la mort del poeta el 14 de setembre de 1321.

## Història
El Consell de Ministres, per proposta del Ministre de Patrimoni, Activitats Culturals i Turisme, Dario Franceschini, aprovà el 17 de gener de l'any 2020 la directiva que establia aquest dia nacional dedicat a Dante Alighieri per al 25 de març, per celebrar el viatge cap a la vida posterior del poeta de la Divina Comèdia. Ja en aquest dia se celebraven moltes iniciatives culturals a Itàlia, amb una forta implicació d'escoles, estudiants i institucions culturals. La proposta havia tingut també d'intel·lectuals i estudiosos, com també de prestigioses institucions culturals com l'Accademia della Crusca, la Società Dantesca, la Societat Dante Alighieri, o l'Associació d'Italianistes en la Societat Italiana per a l'estudi del pensament medieval.
La idea del dia Dantedì va néixer a partir del diari "Corriere della Sera", en el qual una carta del periodista i escriptor Paolo Di Stefano, publicada el 24 d'abril de 2019, proposava que Dante Alighieri tingués el seu propi dia al calendari. El terme Dantedì l'hauria encunyat el lingüista Francesco Sabatini, i la institució final del Dantedì, tindria lloc el 4 de juliol a Milà a la sala Buzzati del "Corriere", en un acte organitzat per la Fundació Corriere.